# 魯多澤姆市鎮
魯多澤姆市，是保加利亞的城鎮，位於該國南部，由斯莫梁州負責管轄，首府設於魯多澤姆，面積191.3平方公里，2005年人口11,388，人口密度每平方公里59.53人。
41°29′N 24°51′E / 41.483°N 24.850°E